# Ủy ban Nhà nước về tình trạng khẩn cấp
Ủy ban Nhà nước về tình trạng khẩn cấp (tiếng Nga: Госуда́рственный комите́т по чрезвыча́йному положе́нию, chuyển tự: Gosudárstvenny komitét po chrezvycháynomu polozhéniyu, IPA: [ɡəsʊˈdarstvʲɪn(ː)ɨj kəmʲɪˈtʲet pə tɕrʲɪzvᵻtɕˈæjnəmʊ pəlɐˈʐɛnʲɪjʊ]), viết tắt SCSE (tiếng Nga: ГКЧП, chuyển tự: GKChP), là một Uỷ ban gồm 8 quan chức cao cấp của Liên Xô - đến từ chính quyền Xô viết, Đảng Cộng sản Liên Xô và KGB, lên kế hoạch thực hiện Cuộc đảo chính Xô viết năm 1991 chống Mikhail Gorbachev vào ngày 19 tháng 8 năm 1991. Chuyên gia Hoa Kỳ Georges Obolensky còn gọi nhóm này là Bè lũ tám tên. 
Cuộc đảo chính thất bại, Chính phủ lâm thời giải tán vào ngày 22 tháng 8 năm 1991 và một vài người tham gia bị Tòa án Tối cao Nga truy tố.

## Các thành viên
Thành viên của Uỷ ban gồm các đồng chí sau:
- Gennady Yanayev (1937–2010), Phó Tổng thống
- Valentin Pavlov (1937–2003), Nguyên thủ, Thủ tướng Liên Xô
- Boris Pugo (1937–1991) Bộ trưởng Bộ Nội vụ Liên Xô
- Dmitry Yazov (1924–2020), Bộ trưởng Bộ Quốc phòng Liên Xô, Nguyên soái Liên Xô
- Vladimir Kryuchkov (1924–2007), Giám đốc KGB
- Oleg Baklanov (b. 1932) Thư ký Ban Chấp hành Trung ương Đảng Cộng sản Liên Xô, Phó Chủ tịch Thứ nhất Uỷ ban Quốc phòng Liên Xô
- Vasily Starodubtsev (1931–2011), Chủ tịch Liên minh Công nông Liên Xô
- Alexandr Tizyakov [ru] (1926–2019), Chủ tịch Hiệp hội Khối các doanh nghiệp Trung ương

Pugo tự sát để tránh bị bắt, bảy thành viên khác đã bị bắt ngay sau đó.